# Abhisheka
Abhisheka (IAST; abhiṣeka) est un terme sanskrit comparable à pūjā, yajña et ārtī qui désigne une activité dévotionnelle, un rite de passage et/ou un rite ou un rituel religieux. Dans cette gamme de sens, l'abhisheka est commun à toutes les confessions dharmiques telles que l'Hindouisme, le Bouddhisme et le Jaïnisme.

## L'abhishekacomme rituel

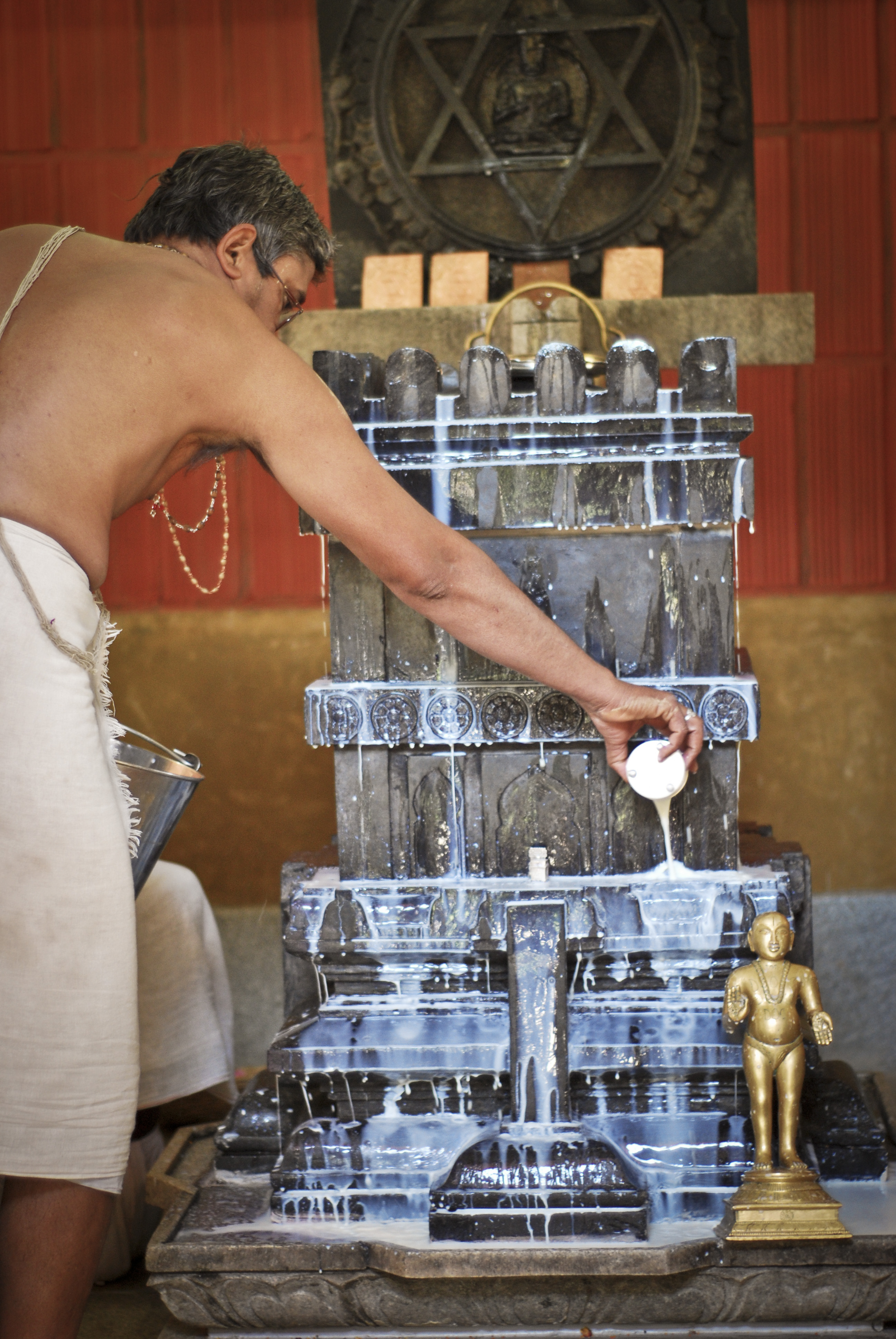
Rituel abhisheka à Agara, Karnataka.

L'abhisheka, également appelé abhishekam, est effectué par des prêtres, par des libations sur l'image de la divinité adorée, au milieu de la récitation de mantras. Habituellement, des offrandes telles que du lait, du yaourt, du ghî, du miel, du panchamrita (en), de l'huile de sésame, de l'eau de rose, de la pâte de bois de santal peuvent être versés parmi d'autres offrandes, en fonction du type d'abhishekam effectué. Ce rituel est généralement mené dans certains temples hindous et jaïns. Le « rudrâbhisheka » (रुद्राभिषेक) (Abhisheka de Rudra) est réalisé sur des lingams de Shiva.

## Hindouisme
Abhisheka est le nom donné à un rite védique tardif qui consiste en une onction des représentants du gouvernement, particulièrement les chefs d'État, au moment de leur prise de pouvoir ou pour marquer une réalisation remarquable. C'est également la cérémonie du bain et de l'onction effectuée certains jours de fête pour les divinités du temple.

## Bouddhisme indo-tibétain

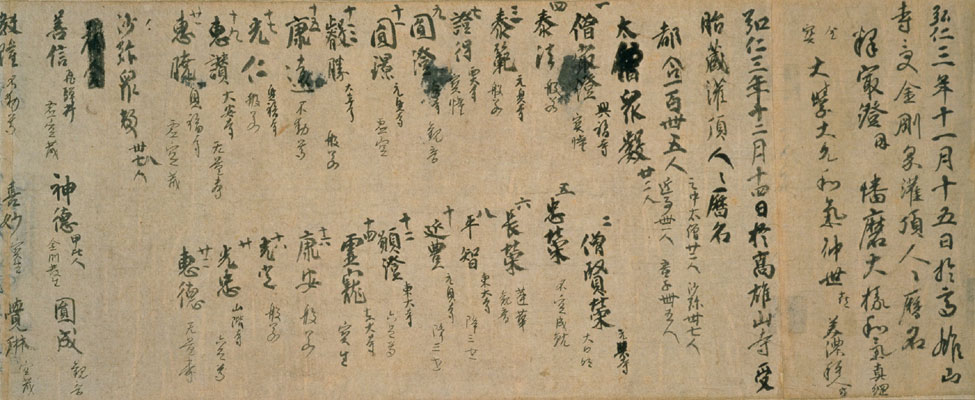
Liste d'initiés abhisheka en 812 à Takaosan-ji (高雄山寺)

Dans la tradition du bouddhisme indo-tibétain, un abhisheka peut être une méthode de transmission ésotérique, une manière d'offrir les bénédictions à une lignée de participants, ou ce peut être une initiation pour commencer une pratique de méditation particulière. Cependant à son origine l'abhisheka dans le bouddhisme avait la même signification que dans l'hindouisme : l'onction d'un roi. Les siècles passant, certains courants ont utilisé ce terme pour désigner l'initiation d'un nouveau fidèle.

## Bouddhisme Shingon
Le rituel Abhiseka (灌頂, kanji;) dans le bouddhisme Shingon est le rituel d'initiation utilisé pour confirmer qu'un étudiant du bouddhisme ésotérique a maintenant obtenu son diplôme à un niveau supérieur de pratique. Le kanji utilisé signifie littéralement « versement depuis le sommet », qui décrit poétiquement le processus de passage de l'enseignement du maître à l'élève. Le rituel est populaire en Chine au cours de la dynastie Tang et Kūkai, fondateur du Shingon, y a longuement étudié avant d'introduire ce rituel auprès des autorités bouddhistes japonaises de l'époque. Un rituel d'initiation distinct existe pour le grand public appelé 結縁灌頂 (kechien kanjō), et symbolise son initiation au bouddhisme ésotérique. Ce rituel est généralement offert seulement au mont Kōya dans la préfecture de Wakayama au Japon, mais il peut être offert auprès de maîtres qualifiés et sous les auspices appropriés en dehors du Japon, quoique très rarement.
Selon l'occasion, le rituel Shingon utilise un des deux mandala des deux royaumes. Dans le rituel ésotérique, après que l'étudiant a reçu les préceptes Samaya (en), l'enseignant du bouddhisme ésotérique assume le rôle de l'enseignant, habituellement Mahavairocana Buddha, tandis que le maître et l'élève répètent des mantras spécifiques sous forme de dialogue tiré de sūtras bouddhistes ésotériques. L'étudiant, qui a les yeux bandés, jette alors une fleur sur le mandala en train d'être conçu et là où elle arrive (à savoir, sur quelle déité) aide à indiquer où l'étudiant doit concentrer son dévouement sur la voie ésotérique. Le bandeau est alors retiré des yeux de l'étudiant est un vajra lui est mis entre les mains.

## Dans le jaïnisme
Sur les statues des Tirthankaras, les Maîtres éveillés il est courant que le prêtre jaïn verse du lait, de l'eau avec du bois de santal jaune ou du jus de noix de coco. Des séries spéciales de 108 ablutions de statues sont pratiquées pour certaines occasions.

## Abhishekas renommés
- Mahaabhishekam organisé au temple Mahakaleshwar (en) d'Ujjain.
- Mahamastakabhisheka (en) à Shravanabelagola à Karnataka.

## Exemples culturels
- Dans le Maha Vairochana Sutra, Mahavairocana Bouddha révèle le mandala de la matrice à Vajrasattva et enseigne les rituels relatifs au mandala de la matrice, connus comme exemples d' abhisheka.
- Il a été demandé au seigneur Rāma d'aller vivre quatorze ans dans les jungles juste avant son abhisheka.
- Le seigneur Rāma accomplit l' abhisheka après avoir installé un Jyotirlinga à Rameswaram avec Ramalingeshwar, la déité qui préside.

## Source de la traduction
- (en) Cet article est partiellement ou en totalité issu de l’article de Wikipédia en anglais intitulé « Abhisheka » (voir la liste des auteurs).